# Benzoilperoksid
Benzoil peroksid najčešće u prodaju dolazi kao krema za liječenje akni.

## Svojstva
Kod reagiranja s natrijevim metoksidom nastaju natrijev peroksibenzoat i metilbenzoat.

Grijanjem na niske temperature daje benzoatne i fenilne radikale.

## Dobivanje
Miješanjem rastopine benzoilklorida s natrijevim peroksidom u vodi (ili lužnatom otopinom vodikova peroksida) nastaje benzoilperoksid.

## Upotreba
Benzoilperoksid se upotrebljava kao sredstvo za bijeljenje jestivih ulja, masti i brašna, te kao katalizator za polimerizacione reakcije.

Također služi i za problematičnu kožu u medicini, te kao indikatorska pasta za bušilicu i svrdlove (borere).